# Drapelul Muntenegrului

Steagul Muntenegrului (2004–prezent); raportul este de 1:2

Drapelul Muntenegrului a fost schimbat la 12 iulie 2004 de Parlamentul acestei țări într-un stindard roșu pe care se află stema adoptată în 1993.
Stema Muntenegrului se bazează pe aceea a regelui Nikola. Inițialele chirilice НІ (i.e. NI) ale Regelui Nikola I sunt însă omise. Vulturul bicefal reminiscent de heraldica imperială rusă (și în ultimă instanță bizantină) găzduiește o variațiune a leului venețian al Sfântului Marcu. Teritorii litorale a Muntenegrului de azi cum ar fi Perast respectiv Kotor au aparținut timpe de secole Republicii venețiene.

## Steaguri precedente

Steagul Muntenegrului (1993–2004)

Steagul era identic cu steagul Serbiei din 1945 până în 1993, când albastrul a fost schimbat în nuanța bleu-deschis tradițională montenegrină, iar raportul la 1:3 în loc de 2:3.

Republica Socialistă Muntenegru

Până în 1992, când Muntenegru făcea parte din Iugoslavia, steagul avea o stea roșie în centru.

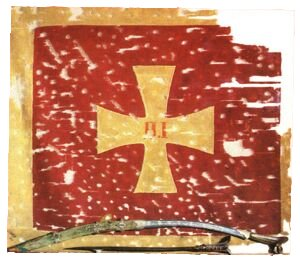
Un steag mai vechi al țării, folosit de Principatul Muntenegru (până în 1910)

În timpul principatului, cel mai des folosit steag era acela cu o cruce aurită a Sfântului Gheorghe (protectorul Muntenegrului).

## Galerie de imagini

Drapelul Principatului Muntenegru între 1878 și 1910.
Drapelul Regatului Muntenegru între 1910 și 1918.
Drapelul Regatului Muntenegru între 1910 și 1918 (variantă fără stemă), folosit și în timpul ocupației italiene.
Drapelul Republicii Socialiste Muntenegru între 1945 și 1992.
Drapelul Muntenegrului în componența Republicii Federale Iugoslavia între 1992 și 1994.
Drapelul Muntenegrului în componența Republicii Federale Iugoslavia între 1994 și 2004.
Drapelul actual al Muntenegrului începând din 2004.